# Élections législatives de 1877 dans la Côte-d'Or
Les élections législatives de 1877 ont eu lieu le 14 octobre.

## Députés élus
|   | Circonscription     | Député sortant          |  | Groupe parlementaire | Député élu              |  | Groupe parlementaire |
| - | ------------------- | ----------------------- |  | -------------------- | ----------------------- |  | -------------------- |
| 1 | Beaune 1e           | Pierre Joigneaux        |  | Union républicaine   | Pierre Joigneaux        |  | Union républicaine   |
| 2 | Beaune 2e           | Sadi Carnot             |  | Gauche républicaine  | Sadi Carnot             |  | Gauche républicaine  |
| 3 | Châtillon-sur-Seine | Henri Bordet            |  | Appel au peuple      | Arthur Leroy            |  | Union républicaine   |
| 4 | Dijon 1e            | François Auguste Dubois |  | Gauche républicaine  | François Auguste Dubois |  | Gauche républicaine  |
| 5 | Dijon 2e            | Henri Lévêque           |  | Gauche républicaine  | Henri Lévêque           |  | Gauche républicaine  |
| 6 | Semur               | Anatole Hugot           |  | Gauche républicaine  | Anatole Hugot           |  | Gauche républicaine  |

## Résultats à l'échelle du département
|                | Gauche républicaine, Républicains | 40 946  | 42,71  | 4 |  |  |
|                | Bonapartistes                     | 19 058  | 19,88  | 0 |  |  |
|                | Union républicaine                | 18 803  | 19,62  | 2 |  |  |
|                | Centre-droit, Constitutionnels    | 16 237  | 16,94  | 0 |  |  |
|                | Divers                            | 97      | 0,10   | 0 |  |  |
|                |                                   |         |        |   |  |  |
| Inscrits       | Inscrits                          | 115 163 | 100,00 | 6 |  |  |
| Votants        | Votants                           | 96 275  | 83,60  |   |  |  |
| Abstentions    | Abstentions                       | 18 888  | 16,40  |   |  |  |
| Blancs et nuls | Blancs et nuls                    | 415     | 0,43   |   |  |  |
| Exprimés       | Exprimés                          | 95 860  | 99,57  |   |  |  |

## Résultats par arrondissement

### Arrondissement de Beaune

#### 1recirconscription
| Candidats      | Candidats        | Étiquette,         | Premier tour | Premier tour |
| Candidats      | Candidats        | Étiquette,         | Voix         | %            |
| -------------- | ---------------- | ------------------ | ------------ | ------------ |
|                | Pierre Joigneaux | Union républicaine | 11 789       | 68,72        |
|                | Jules Delimoges  | Orléaniste         | 5 359        | 31,24        |
|                | Divers           |                    | 7            | 0,41         |
|                |                  |                    |              |              |
| Inscrits       | Inscrits         | Inscrits           | 20 663       | 100,00       |
| Votants        | Votants          | Votants            | 17 227       | 83,37        |
| Abstention     | Abstention       | Abstention         | 3 436        | 16,63        |
| Blancs et nuls | Blancs et nuls   | Blancs et nuls     | 72           | 0,42         |
| Exprimés       | Exprimés         | Exprimés           | 17 155       | 99,58        |

#### 2ecirconscription
| Candidats      | Candidats      | Étiquette,          | Premier tour | Premier tour |
| Candidats      | Candidats      | Étiquette,          | Voix         | %            |
| -------------- | -------------- | ------------------- | ------------ | ------------ |
|                | Sadi Carnot    | Gauche républicaine | 7 584        | 58,70        |
|                | Benoît-Champy  | Bonapartiste        | 5 321        | 41,18        |
|                | Divers         |                     | 15           | 0,12         |
|                |                |                     |              |              |
| Inscrits       | Inscrits       | Inscrits            | 15 722       | 100,00       |
| Votants        | Votants        | Votants             | 12 976       | 82,53        |
| Abstention     | Abstention     | Abstention          | 2 746        | 17,47        |
| Blancs et nuls | Blancs et nuls | Blancs et nuls      | 56           | 0,43         |
| Exprimés       | Exprimés       | Exprimés            | 12 920       | 99,57        |

### Arrondissement de Châtillon-sur-Seine
| Candidats      | Candidats      | Étiquette,         | Premier tour | Premier tour |
| Candidats      | Candidats      | Étiquette,         | Voix         | %            |
| -------------- | -------------- | ------------------ | ------------ | ------------ |
|                | Arthur Leroy   | Union républicaine | 7 014        | 53,67        |
|                | Henri Bordet   | Bonapartiste       | 5 321        | 40,71        |
|                | Divers         |                    | 15           | 0,11         |
|                |                |                    |              |              |
| Inscrits       | Inscrits       | Inscrits           | 14 918       | 100,00       |
| Votants        | Votants        | Votants            | 13 132       | 88,03        |
| Abstention     | Abstention     | Abstention         | 1 786        | 11,97        |
| Blancs et nuls | Blancs et nuls | Blancs et nuls     | 63           | 0,48         |
| Exprimés       | Exprimés       | Exprimés           | 13 069       | 99,52        |

### Arrondissement de Dijon

#### 1recirconscription
| Candidats      | Candidats               | Étiquette,          | Premier tour | Premier tour |
| Candidats      | Candidats               | Étiquette,          | Voix         | %            |
| -------------- | ----------------------- | ------------------- | ------------ | ------------ |
|                | François Auguste Dubois | Gauche républicaine | 11 237       | 69,84        |
|                | Gustave Piet            | Constitutionnel     | 4 808        | 26,89        |
|                | Divers                  |                     | 45           | 0,28         |
|                |                         |                     |              |              |
| Inscrits       | Inscrits                | Inscrits            | 20 208       | 100,00       |
| Votants        | Votants                 | Votants             | 16 168       | 80,01        |
| Abstention     | Abstention              | Abstention          | 4 040        | 19,99        |
| Blancs et nuls | Blancs et nuls          | Blancs et nuls      | 78           | 0,48         |
| Exprimés       | Exprimés                | Exprimés            | 16 090       | 99,52        |

#### 2ecirconscription
| Candidats      | Candidats      | Étiquette,          | Premier tour | Premier tour |
| Candidats      | Candidats      | Étiquette,          | Voix         | %            |
| -------------- | -------------- | ------------------- | ------------ | ------------ |
|                | Henri Lévêque  | Gauche républicaine | 11 109       | 56,90        |
|                | René Lejéas    | Bonapartiste        | 8 416        | 43,10        |
|                |                |                     |              |              |
| Inscrits       | Inscrits       | Inscrits            | 23 592       | 100,00       |
| Votants        | Votants        | Votants             | 19 587       | 83,02        |
| Abstention     | Abstention     | Abstention          | 4 005        | 16,98        |
| Blancs et nuls | Blancs et nuls | Blancs et nuls      | 62           | 0,32         |
| Exprimés       | Exprimés       | Exprimés            | 19 525       | 99,68        |

### Arrondissement de Semur
| Candidats      | Candidats      | Étiquette,          | Premier tour | Premier tour |
| Candidats      | Candidats      | Étiquette,          | Voix         | %            |
| -------------- | -------------- | ------------------- | ------------ | ------------ |
|                | Anatole Hugot  | Gauche républicaine | 11 016       | 64,42        |
|                | Beleurgey      | Constitutionnel     | 6 070        | 35,49        |
|                | Divers         |                     | 15           | 0,09         |
|                |                |                     |              |              |
| Inscrits       | Inscrits       | Inscrits            | 20 060       | 100,00       |
| Votants        | Votants        | Votants             | 17 185       | 85,67        |
| Abstention     | Abstention     | Abstention          | 2 875        | 14,33        |
| Blancs et nuls | Blancs et nuls | Blancs et nuls      | 84           | 0,49         |
| Exprimés       | Exprimés       | Exprimés            | 17 101       | 99,51        |